# Miloň Wartalský
Miloň Wartalský (ur. 25 lutego 1933 w Radwanicach k. Ostrawy) – pułkownik służby bezpieczeństwa CSRS StB, szef przedstawicielstwa FMSW CSRS w Polsce.

## Przebieg służby
Z zawodu hutnik. Do służby w MSW został przyjęty w 1955 bezpośrednio po odbyciu zasadniczej służby wojskowej. W StB pełnił funkcje, m.in. referenta w Zarządzie Wojewódzkim StB (KS, Krajska sprava) w Ostrawie (1955-1957), służył w I Zarządzie MSW, wywiadzie StB (1957), gdzie "nie sprawdził się", ponownie referenta/st. referenta/nacz. sekcji/z-cy nacz. wydz. w ZW StB w Ostrawie (1957-1974). W 1966 zdał maturę w szkole średniej dla pracujących; w latach 1966–1971 studiował zaocznie kryminalistykę na Wydziale Prawa Uniwersytetu Karola w Pradze, której nie ukończył. W 1974 został przeniesiony do MSW, gdzie m.in. pełnił funkcję zastępcy naczelnika/nacz. wydziału 3 (w 1977 przemianowanego na wydział 2 o tym samym zakresie – zabezpieczenia kontrwywiadowczego placówek dyplomatycznych RFN i Austrii) Zarządu II MSW, kontrwywiadu (do 1981). Studiował na Wydziale Dochodzeniowym Milicji (Fakulta vyšetřování VB), kier. StB (směr StB), w Bratysławie Wyższej Szkoły Korpusu Bezpieczeństwa Publicznego (Vysoká škola Sboru národní bezpečnosti) w Pradze (1977-1980). Pełnił funkcję przedstawiciela MSW CSRS w Polsce, zalegalizowanego w charakterze I sekretarza ambasady w Warszawie (1981-1986). Powrócił do służby w MSW - Od początku 1986 pełnił obowiązki naczelnika wydziału 3 Zarządu II StB, zabezpieczania placówek Wielkiej Brytanii i Francji (1986-1988) i nacz. wydziału 1 Zarządu II SNB, kontrwywiadowczego rozpracowywania służb specjalnych USA i kontroli placówek dyplomatycznych państw Ameryki Łacińskiej (1988-1990). Na emeryturę przeszedł w 1990.
Chronologia uzyskiwanych stopni: ppor. (1957), por. (1959), nadpor. (1962), kpt. (1966), mjr. (1971), ppłk. (1979), płk. (1985).
Członek Komunistycznej Partii Czechosłowacji (KPCz) od 1957.